# Vesilahti
Vesilahti (Zweeds: Vesilax) is een gemeente in de Finse provincie West-Finland en in de Finse regio Pirkanmaa. De gemeente heeft een landoppervlakte van 301,04 km² en telt 4.501 inwoners (2022).